# Budzisław (imię)
Budzisław, Budzsław – staropolskie imię męskie, złożone z członów Budzi- ("budzić") i -sław ("sława"). Mogło oznaczać "ten, który zyskuje sławę". Imię to notowane jest w Polsce od 1136 roku.
Żeński odpowiednik: Budzisława.
Możliwe staropolskie zdrobnienia: Busław, Buda, Budak, Budek, Budko, Budlo, Budno, Budz, Budza, Budzek, Budzich, Budzik, Budził, Budzisz, Budziszek, Budziszko, Budzk, Budzo, Buchel, Bucho, Busz, Buszak, Buszek, Buszko, zniem: Baudak, Baudek.
Budzisław obchodzi imieniny 1 marca i 2 grudnia.